# Pedro Parages
Pedro Parages (ur. 17 grudnia 1883, zm. 15 lutego 1950) - dwukrotny prezydent klubu piłkarskiego Real Madryt, w latach 1916–1924 i 1941–1943, wcześniej zawodnik tegoż klubu. Stanowisko prezesa zajmował przez łącznie 10 lat.
Znaczną część życia spędził w Szwajcarii, natomiast wykształcenie zdobył w Manchesterze.